# NGC 1140

NGC 1140

NGC 1140 هي مجرة غير منتظمة تقع في جنوب كوكبة النهر. وضعت التقديرات باستخدام طريقة تالي فيشر المجرة تبعد حوالي 59 مليون سنة ضوئية . تم اكتشافها في 22 نوفمبر 1786 من قبل عالم الفلك ويليام هيرشيل، ووصفها جون لويس إميل دراير، وهو مؤلف كتالوج العام الجديد، بأنها «مشرقه جدا وصغيره ومستديره».
NGC 1140 هي مجرة نجمية وهذا يعني أنه تم تشكيل النجوم بمعدل سريع جدا. في حين أنها ليست واسعة مثل درب التبانة، فإنه ينتج نجوم بمعدل 0.65 M☉ / سنة عن نفس درب التبانة. الصورة التي التقطها تلسكوب هابل الفضائي تظهر مناطق زرقاء وحمراء مشرقة لتكوين النجوم، على غرار NGC 1569 ويقدر قد بدأ قبل حوالي 5 ملايين سنة. انخفاض المعدن (نسبة الهيدروجين والهليوم إلى عناصر أخرى) يجعل NGC 1140 مماثلة للمجرات البدائية.
نجوم وولف-رايت هي فئة من النجوم الزرقاء والضخمة والمضيئة الموجودة في هذه المجرة. في الواقع NGC 1140 لديها الكثير منهم أطيافها تظهر أيضا في طيف المجرة.وهي نادرة إلى حد ما لأن نجوم وولف-رايت لديهم حياة قصيرة.

## وصلات خارجية
- NGC 1140 على موقع ويكي سكاي: DSS2, SDSS, GALEX, IRAS, Hydrogen α, X-Ray, Astrophoto, Sky Map, Articles and images